# Eutelsat Quantum
O Eutelsat Quantum é um satélite de comunicação geoestacionário europeu construído pela Airbus Defence and Space em conjunto com a Surrey Satellite Technology (SSTL). Ele é operado pela Eutelsat em parceria com a Agência Espacial Europeia. O satélite é baseado na plataforma GMP-TL e sua expectativa de vida útil é de 15 anos.

## Lançamento
O satélite foi lançado com sucesso ao espaço em 30 de julho de 2021, por meio de um veículo Ariane 5 ECA+, a partir do Centro Espacial de Kourou, na Guiana Francesa, juntamente com o satélite brasileiro Star One D2. Ele tinha uma massa de lançamento de 3.461 kg.